# Rockland (Maine)
Rockland és l'única ciutat i seu del Comtat de Knox (Maine) dels Estats Units d'Amèrica.

## Demografia
Segons el cens dels Estats Units del 2000 Rockland tenia 7.609 habitants, 3.434 habitatges, i 1.943 famílies. La densitat de població era de 227,6 habitants/km².
Dels 3.434 habitatges en un 25,2% hi vivien nens de menys de 18 anys, en un 40,4% hi vivien parelles casades, en un 12,9% dones solteres, i en un 43,4% no eren unitats familiars. En el 36,3% dels habitatges hi vivien persones soles el 16,2% de les quals corresponia a persones de 65 anys o més que vivien soles. El nombre mitjà de persones vivint en cada habitatge era de 2,15 i el nombre mitjà de persones que vivien en cada família era de 2,78.
Per edats la població es repartia de la següent manera: un 21,1% tenia menys de 18 anys, un 8,2% entre 18 i 24, un 27,3% entre 25 i 44, un 23,8% de 45 a 60 i un 19,5% 65 anys o més.
L'edat mediana era de 41 anys. Per cada 100 dones de 18 o més anys hi havia 83,1 homes.
La renda mediana per habitatge era de 30.209 $ i la renda mediana per família de 37.083 $. Els homes tenien una renda mediana de 27.212 $ mentre que les dones 20.708 $. La renda per capita de la població era de 16.659 $. Entorn del 10,4% de les famílies i el 14,7% de la població estaven per davall del llindar de pobresa.

## Poblacions properes
El següent diagrama mostra les poblacions més properes.

## Naixements notables
- Edna St. Vincent Millay, poetessa guanyadora del Premi Pulitzer